# Basilique du Sacré-Cœur de Grenoble
Pour les articles homonymes, voir Basilique du Sacré-Cœur.
La basilique du Sacré-Cœur de Grenoble est un édifice religieux catholique de Grenoble en France, dépendant du diocèse de Grenoble-Vienne. Construite à partir de 1922 dans un style romano-byzantin, cette basilique est située place du Doyen-Gosse pour son entrée historique et 4 rue Émile-Gueymard en ce qui concerne sa nouvelle entrée face à la gare SNCF.

## Historique

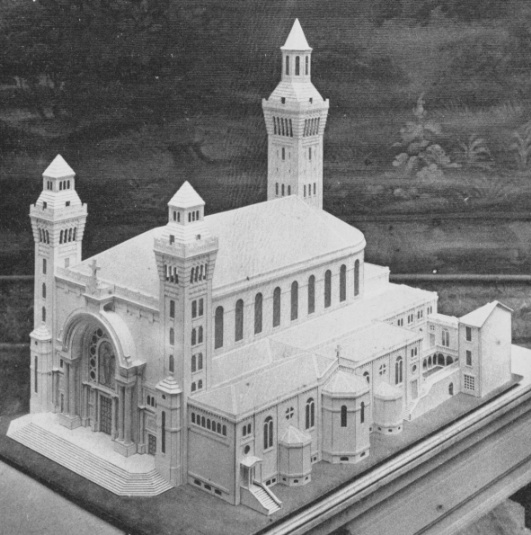
Maquette du projet.

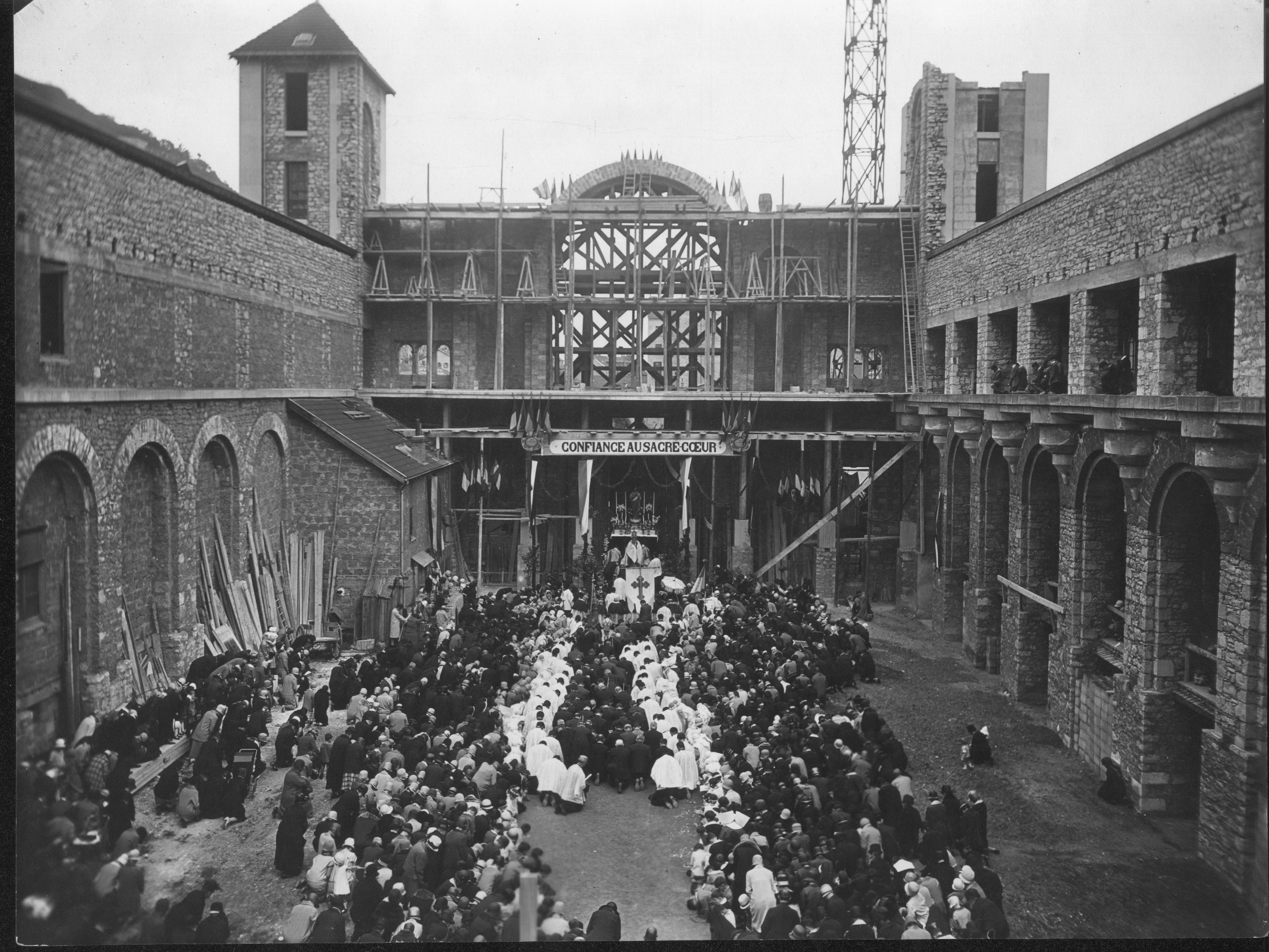
Cérémonie pour la fête du Sacré-Coeur.

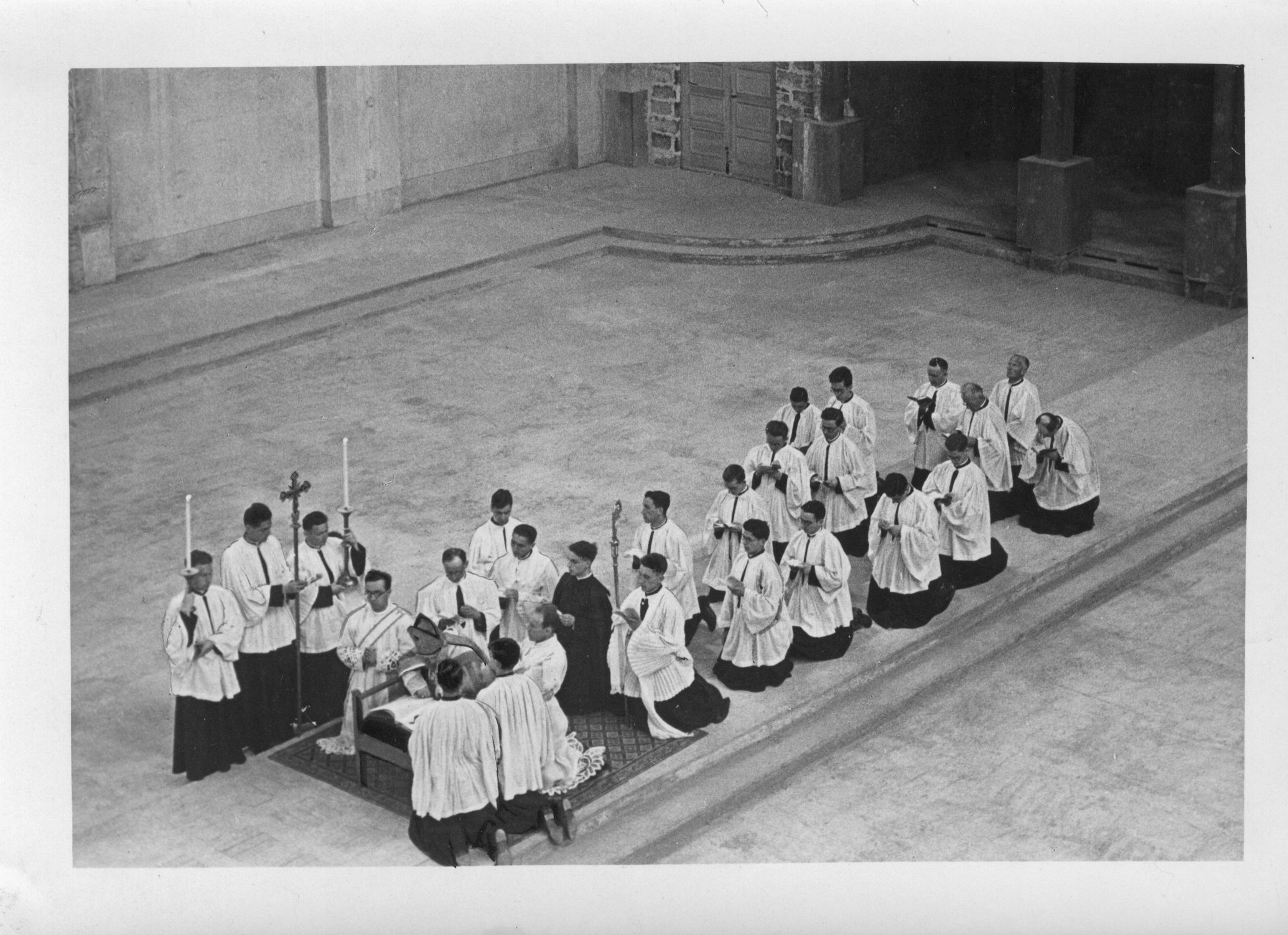
Inauguration de la basilique en 1943.

La paroisse du Sacré-Cœur est fondée en 1911 par Mgr Paul-Émile Henry, évêque de Grenoble, pour desservir le quartier de la gare de Grenoble. En 1918, l'évêque Alexandre Caillot émet le vœu de construire une église dédiée au Sacré-Cœur, suivi de la bénédiction de la première pierre. Sur des plans établis par le premier curé, l'abbé Joseph Viallet (1873–1918), fils du maire Félix Viallet, l'église est édifiée par son successeur l'abbé Parisot (1872–1955) à partir de 1922. En 1939 et 1940, une crypte est construite derrière le chœur, dans laquelle reposent les trois fondateurs, l'évêque Caillot et les deux abbés Viallet et Parisot. L'autel présent est le seul élément ancien de la basilique, provenant probablement du prieuré de Saint-Martin de Miséré fondé par Hugues de Grenoble vers 1100.
Bien qu'inachevée, la basilique est consacrée en 1943 par Mgr Alexandre Caillot. Ce dernier commande au sculpteur Émile Gilioli un christ en croix en pierre blanche et placé au centre du chœur. L'édifice est érigé en basilique mineure par le pape Pie XII en 1952. Mais en 1969, les travaux s'arrêtent, laissant la basilique dans un état d'inachèvement et le campanile prévu de 75 mètres de haut ne sera jamais érigé.
Un vaste projet de rénovation et d'agrandissement d'un montant de 11 millions d'euros, débute en octobre 2013 et s'achève début 2016 grâce au travail de l'architecte Pierre Douillet et d'Arcabas. La chapelle de la Confiance réalisée en 1923 et annexe de la basilique est rénovée, de grandes baies vitrées permettent de découvrir les 130 places de cette chapelle. La première grande célébration dans la basilique rénovée est la messe chrismale du 22 mars 2016, avant l'inauguration officielle du 3 mai 2016 par l'évêque Guy de Kérimel. Sa capacité est portée à 1 499 places assises, grâce à la réouverture des loggias et de la tribune.

## Espace diocésain
En septembre 2016, un espace diocésain ouvre à côté de la basilique en face du parvis de la gare de Grenoble où transitent quotidiennement environ 50 000 personnes. Ce lieu d'accueil et d'écoute, qui fait partie d'un vaste ensemble immobilier de 5 000 m2 comprenant notamment un restaurant d'application confié à la fondation des Apprentis d'Auteuil, est animé par près de 150 bénévoles.
Au sein de cet espace diocésain, on trouve également un lieu spécialement destiné aux familles, Pause Familles, dont le but est de prendre soin de la famille sous toutes ses formes (couple, parents, père, mère, homme, femme, enfants, adolescents) en s'attachant tout particulièrement à la dimension affective et relationnelle.
Avec trois salles de réunion au deuxième étage, la basilique et ses espaces accueille régulièrement des expositions, concerts et réunions. De plus, un auditorium de 122 places, modulable de 30 à 70 places, est disponible au rez-de-chaussée.

## Intérieur

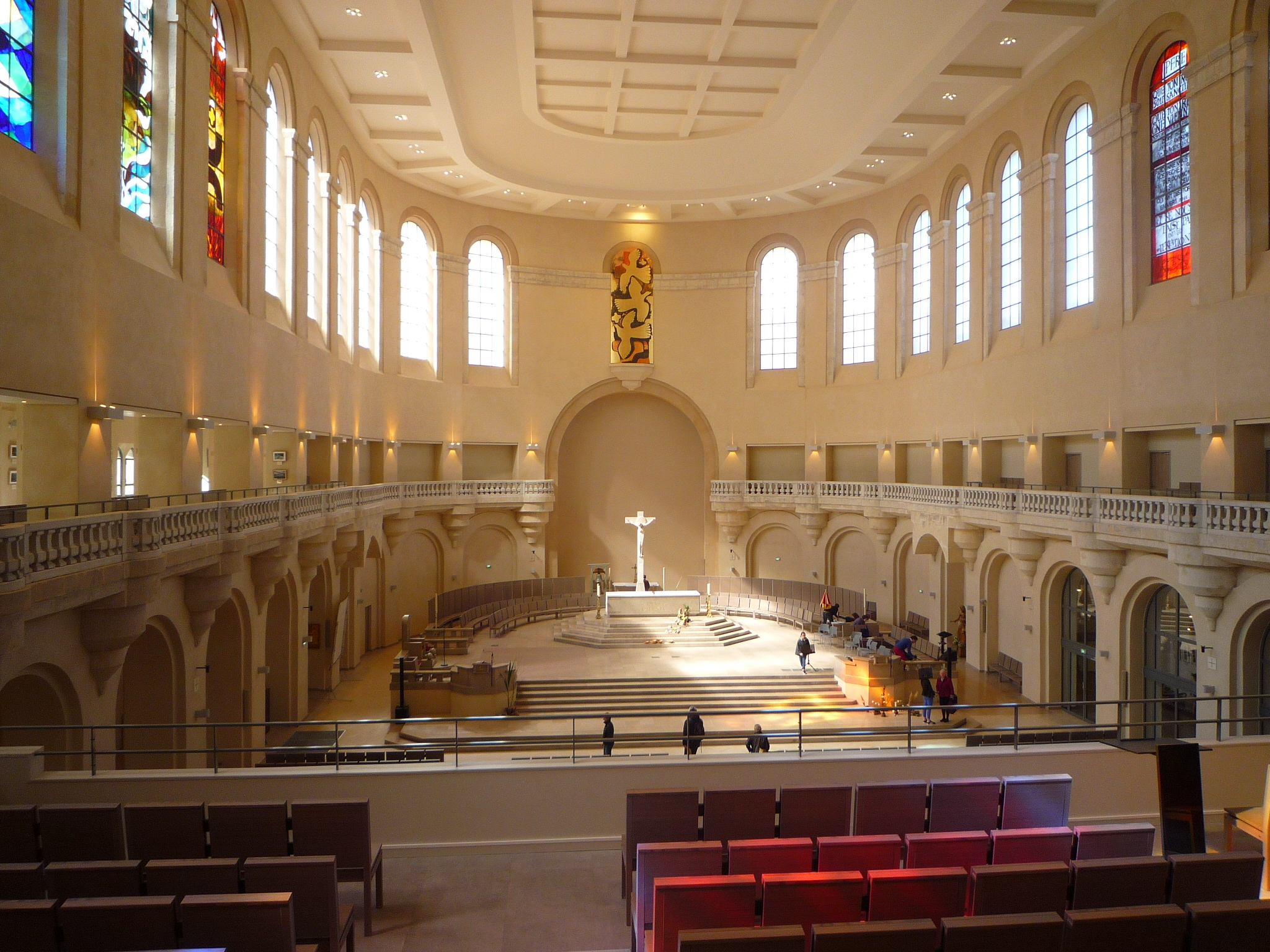
Vue depuis la tribune centrale.

Le chœur de la basilique dont le pavage de marbre est d'origine, peut recevoir de 150 à 200 places. Il représente environ un tiers des 60 mètres de la basilique. La hauteur est de 25 mètres. L'autel composé d'une grande dalle monolithe est d'une extrême simplicité, sans sculptures ni décorations.

### Vitraux
En mars 2016, les six premiers vitraux d'un ensemble de vingt-quatre vitraux monumentaux conçus par l'artiste Arcabas et ayant comme thème la Création sont inaugurés dans la basilique,. Ces vitraux mesurent chacun 6,50 m de hauteur pour 2 m de large, et sont réalisés par l'Atelier Berthier-Bessac situé à proximité de la basilique. Six autres vitraux sont posés en novembre 2016 et une campagne de financement est lancée en 2017 pour financer les douze derniers vitraux. L'artiste Arcabas qui conçoit les douze derniers vitraux juste avant sa mort en août 2018 ne pourra les voir installés puisque les travaux d'installation dans la basilique se déroulent en juillet 2019 pour six d'entre eux et au mois d'octobre suivant pour les six derniers.

### Chorales et orchestres
Une chorale et un orchestre existent à la Basilique pour animer les messes dominicales et les grandes fêtes.
Grenoble Gospel Institute sera en Concert Événement pour le 30e anniversaire de la majestueuse basilique du Sacré-Coeur de Grenoble les 6 et 7 octobre 2023 à 20h. Ce groupe fut créé en 1993. L'école de gospel a formé depuis plus de 5 000 personnes, musiciens, chanteurs, groupes, intervenants dont le fondateurs Franklin Akoa Mva.   
En 2018, il existe une petite chorale d'enfants qui partie à l'enregistrement d'un livret de deux CD de musique et chants sacrés, composés et joués par le musicien Michel Penhard, auteur, compositeur, interprète de chants religieux.

### Orgues
Le petit orgue positif de 8 jeux a été construit en 1965 par le facteur d'orgues Athanase Dunand, composition selon l'inventaire national des orgues.

#### Manuel
Étendue : C1-G5                       (56 notes)
- Montre 8
- Bourdon 8
- Montre 4
- Flûte 4
- Doublette 2
- Cymbale III

#### Pédale
Étendue : C1-F3                       (30 notes)
- Bourdon 16
- Bourdon 8

## Curés du Sacré-Cœur
- 1911–1918 : Joseph Viallet
- 1915–1919 : Léon Charpin, suppléant
- 1919–1955 : Gustave Parisot, prélat de Sa Sainteté en 1943
- 1955-1957 : André Athenoux
- 1957-1969 : Léon Veyron
- 1969-1982 : Marius Bret
- 1982-1997 : Jacques de Vallée
- 1997-2000 : Robert Bossan
- 2001-2016 : Jacques Reydel, curé de la paroisse nouvelle Jean XXIII
- 2016-2017 : Patrick Gaso, recteur de la basilique
- 2017-2018 : Jean-Baptiste Vian, administrateur de la basilique
- 2018-présent : Didier Grain, recteur de la basilique et curé de la paroisse Saint-Jean-XXIII.